# Майкъл Масимино
Майкъл Джеймс Масимино (на английски: Michael James Massimino) e американски инженер и астронавт летял в космоса два пъти.

## Биография
Масимино е роден на 19 август, 1962 г. в Оушънсайд, Ню Йорк. Завършва инженерство в Колумбия през 1984 г.,
получава магистърска степен по машиностроене от Масачусетският технологичен институт (MIT) през 1988 и получава докторска степен по машиностроене пак от MIT през 1992.

Избран е за астронавт от НАСА през януари 1996.

## Полети
Масимино е летял в космоса като член на екипажа на две мисии:
- STS-109 (1 март 2002 - 12 март 2002)

Полетът е със совалката Колумбия. STS-109 е четвъртата за обслужване на космическия телескоп "Хъбъл. Екипажът на STS-109 успешно модернизира космическия телескоп, като му поставят нов двигател, нова камера (Advanced Camera за проучвания), както и нови слънчеви панели. По време на този полет се поставя рекорд за работа в открития космос за един полет с време 35 часа и 55 минути в продължение на 5 космически разходки. Масимино извършва две космически разходки с обща продължителност 14 часа и 46 минути. Мисия STS-109 обикаля Земята 165 пъти и продължава повече от 262 часа и 10 минути.
- STS-125 (11 май 2009 - 24 май 2009)

Полет STS-125 на космическата совалка „Атлантис“ е последната мисия за обслужване на Хъбъл от космическата совалка. По време на мисията Масимино става първият човек, който „използва“ Twitter в космоса. 
| Космически полети на Майкъл Масимино                              | Космически полети на Майкъл Масимино | Космически полети на Майкъл Масимино | Космически полети на Майкъл Масимино | Космически полети на Майкъл Масимино |
| №                                                                 | Дата                                 | КК                                   | Функции                              | Продължителност                      |
| ----------------------------------------------------------------- | ------------------------------------ | ------------------------------------ | ------------------------------------ | ------------------------------------ |
| 1                                                                 | 1 март 2002                          | „Колумбия“, мисия STS-109            | Специалист на мисията                | 10 денонощия 22часа 11 мин 9 сек.    |
| 2                                                                 | 11 май 2009                          | „Атлантис“, мисия STS-125            | Специалист на мисията                | 12 денонощия 21 часа 38 мин 19 сек.  |
| Сумарно време в космоса – 23 денонощия 19 часа 49 минути и 28 сек |                                      |                                      |                                      |                                      |